# Willibald Pirckheimer
Willibald Pirckheimer (Eichstätt, 5 dicembre 1470 – Norimberga, 22 dicembre 1530) è stato un umanista, politico e giurista tedesco.
Figura di spicco nella Norimberga del Cinquecento, Pirckheimer fu un eccezionale promotore dell'Umanesimo in Germania. Solerte storico, filologo e traduttore, fu molto attivo anche nella vivace vita pubblica cittadina, venendo incaricato di varie missioni diplomatiche. Nella sua vita, fu legato da una salda amicizia con l'artista Albrecht Dürer, che lo ritrasse più volte, e col teologo Johannes Reuchlin. Suo nipote, il noto mercante ed esperto d'arte Willibald Imhoff, ne raccolse l'eredità culturale e la vasta biblioteca.

## Biografia
Pirckheimer nacque dall'avvocato Johannes Pirckheimer nella cittadina di Eichstätt, in Baviera. Nella sua giovinezza, la sua formazione accademica ebbe luogo in Italia, dove studiò legge per sette anni nelle università di Padova e Pavia; si avviò quindi alla professione di avvocato, secondo la tradizione di famiglia. In questi periodi, probabilmente nel 1495, incontrò l'artista Albrecht Dürer, con il quale fu subito legato da un saldo vincolo di amicizia.
Willibald Pirckheimer era sposato con Cresencia con la quale ebbe almeno una figlia, Felicitas. Sua sorella maggiore Caritas (1467-1532) era badessa del convento francescano di Santa Chiara a Norimberga (che era anche una scuola femminile per l'alta borghesia della città) ed era, come il fratello, una brillante classicista; La serie di xilografie Vita della Vergine di Dürer era dedicata a lei.
Pirckheimer è stato membro di una cerchia di umanisti di Norimberga, che tra le proprie file contava personalità come Conrad Celtis, Sebald Schreyer, e Hartmann Schedel (autore delle famose Cronache di Norimberga). Sotto questi influssi, Willibald tradusse numerose opere classiche dal greco in lingua latina e, di lì, anche in tedesco; degna di menzione, in questa serie di opere, è la sua traduzione della Geografia di Tolomeo, pubblicata nel 1525. Proprio in questi anni, tra l'altro, l'uomo venne a contatto con la corte di Massimiliano I d'Asburgo, di cui godette l'amicizia per i comuni interessi. Mantenne inoltre contatti con l'umanista connazionale Johannes Reuchlin.
Fu tuttavia nel 1499 che Pirckheimer entrò nella vita politica di Norimberga, su scelta del consiglio comunale, che lo designò come comandante del contingente di truppe dell'esercito imperiale, nell'ambito della guerra sveva contro gli Svizzeri. In contraccambio ricevette una coppa d'oro dalla Città, come testimonia Nemesis, incisione che Dürer fece nel 1502. Non avendo Dürer ricevuto una formazione classica (l'artista trascorse infatti gran parte della giovinezza alla bottega paterna), gli storici hanno supposto che fu Pirckheimer a fornirgli la cultura umanistica e letteraria spesso necessaria per la realizzazione delle opere. Un esempio lampante di ciò è l'opera Melencolia I. Fu proprio l'umanista, infatti, a prestare a Dürer i soldi necessari per il suo secondo viaggio in Italia (1506-7): Albrecht voleva infatti ritrovare un ambiente culturale ricco e stimolante, ben più di Norimberga. L'amicizia che legò i due è squisitamente documentata nelle dieci lettere che si scambiarono durante il soggiorno dell'incisore nel Bel Paese, piene di prese in giro amichevoli.
Willibald Pirckheimer spirò infine il 22 dicembre 1530 a Norimberga. Pianto sinceramente dai contemporanei, le sue spoglie riposano nel cimitero della Johannis-Kirche di Norimberga.

## Attività

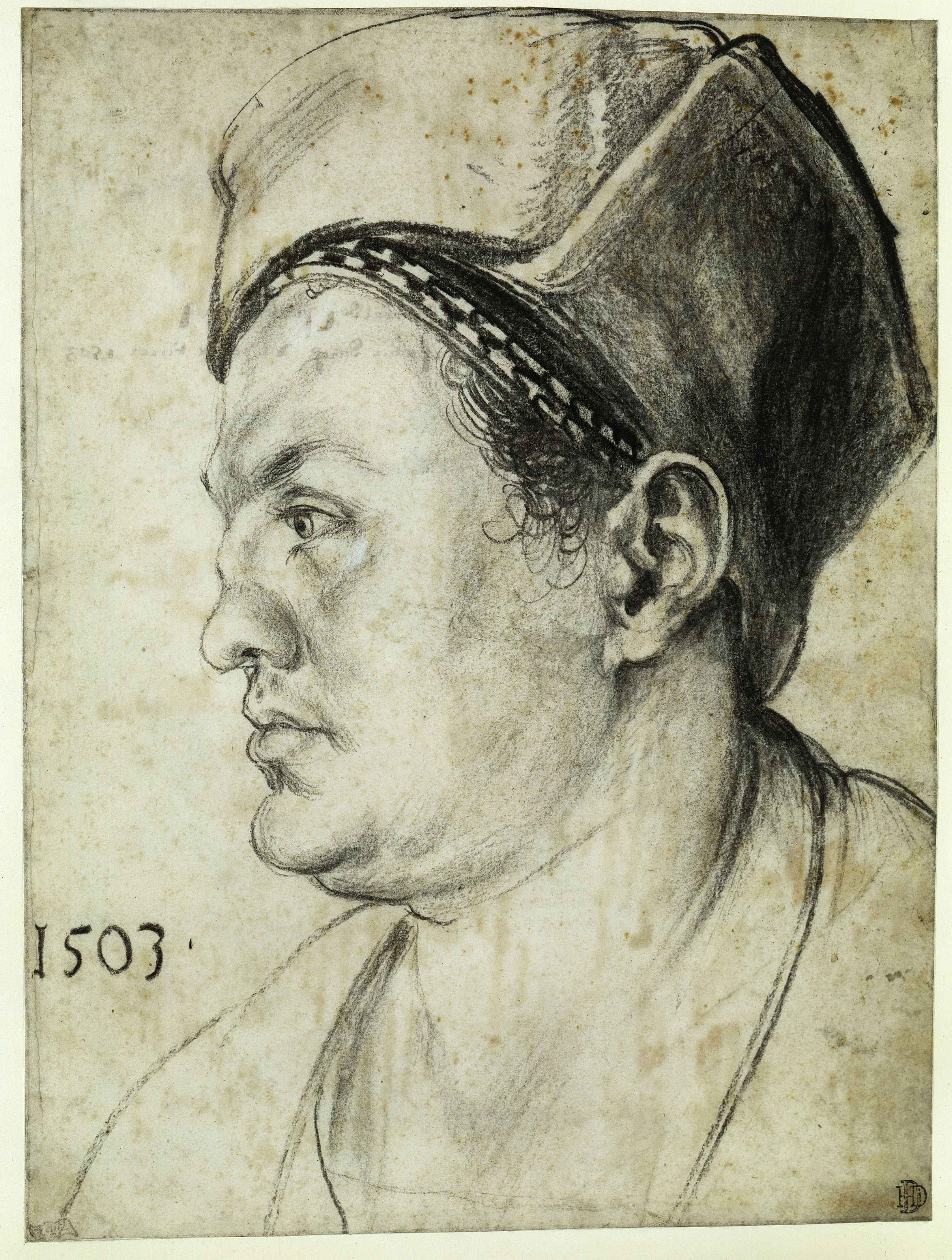
Altro ritratto di Pirckheimer realizzato da Dürer

Pirckheimer fu molto impegnato nei dibattiti accademici del suo tempo. Fu un fervente sostenitore di Johannes Reuchlin e Martin Lutero; per sostenere le loro teorie, nel 1520 pubblicò sotto lo pseudonimo di Johannfranciscus Cottalembergius lo scritto Eccius Dedolatus, dove metteva in ridicolo le teorie di Johannes Eck, strenuo oppositore dei succitati teologi. Successivamente tuttavia assunse una posizione più prudente, divenendo partigiano di Erasmo da Rotterdam. Inoltre, fu tra i primi intellettuali tedeschi ad interessarsi della figura del poeta Dante Alighieri, giungendo ad acquistare un codice italiano della Divina Commedia insieme ad un altro umanista tedesco, Hartmann Schedel.
Dal punto di vista artistico, collaborò con Johannes Stabius nella progettazione di due opere, Triumphzug ed Ehrenpforte, volte a sostenere il pensiero politico di Massimiliano I. Anche il progetto iconografico della sala del Municipio di Norimberga è frutto della sua matita.
L'attività per cui Pirckheimer divenne noto nei posteri rimane tuttavia la legge. L'uomo, infatti, rivestì un ruolo di primo piano per la ricezione del diritto romano in Germania, che avvenne soprattutto grazie alla sua attività da traduttore (grazie al quale il popolo alemanno ebbe la possibilità di leggere numerosi testi romani, come il Digesto di Giustiniano I, nella propria lingua nativa).